# Ben Hogan
Ben Hogan (13 de Agosto de 1912 — 25 de Julho de 1997), foi um jogador profissional de golfe norte-americano. Considerado um dos maiores jogadores de todos os tempos, venceu o Aberto dos Estados Unidos (1948, 1950, 1951 e 1953), o campeonato da Professional Golfers Association (1946 e 1948), dois Masters (1951 e 1953) e um Aberto Britânico (1953).
Ben Hogan foi interpretado por Glenn Ford em um filme de 1951 sobre sua vida chamado Follow the Sun.[carece de fontes?]